# Incubação (religião)
Incubação, no sentido religioso, é a prática de uma pessoa dormir num lugar sagrado para obter revelações divinas através de sonhos ou cura. Foi um rito praticado em muitas culturas antigas e contemporâneas, tradicionais ou não. Sua forma mais conhecida era praticada em sua forma divinatória em religiões antigas, notavelmente por membros do culto a Esculápio (Asclépio), e por alguns cristãos, em algumas seitas, e ainda ainda praticada em alguns mosteiros gregos, na maioria das vezes consistindo em dormir em ou perto de um santuário para obter, na forma de um sonho ou uma visão, prescrições de um deus curador. Às vezes, em vez de um templo, pode ser um lugar sagrado, uma fonte, uma caverna, uma rocha ou árvore notável, um poço, mas também, em formas antigas e contemporâneas, tumbas isoladas, ou localizado em um cemitério, uma igreja, um templo, uma catedral, um castelo ou qualquer outra construção. Embora sua forma institucionalizada seja mais conhecida como pública, o rito de incubação pode ser estritamente privado e envolver os ancestrais ou manes pessoais ou do clã oficiante.  

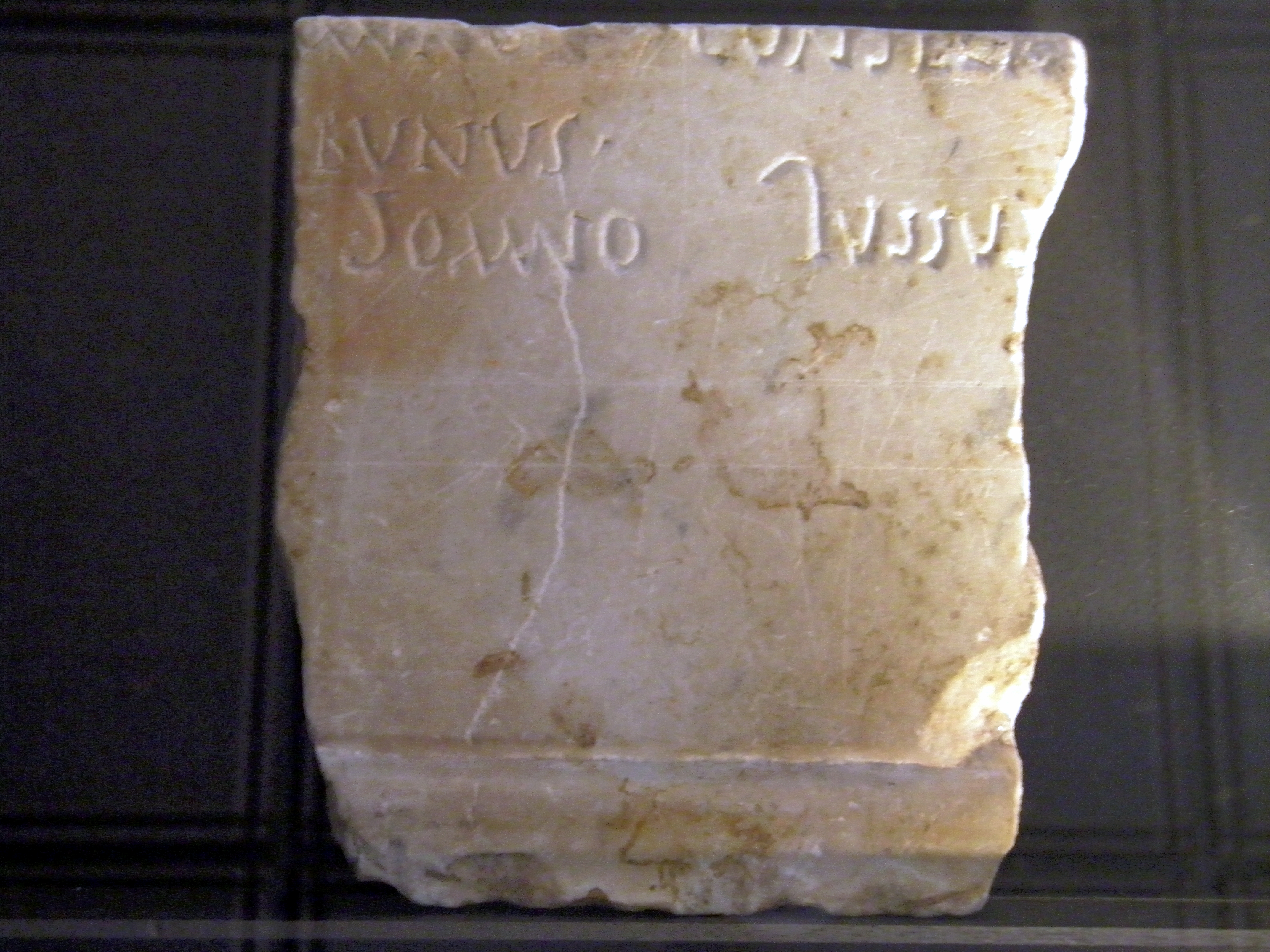
Uma inscrição, somno jussus, comprovando o rito de incubação em Grand.

## Descrição
A incubação era amplamente praticada na época romana: havia cerca de 400 templos onde esse rito era praticado na bacia do Mediterrâneo, incluindo o de Esculápio, o equivalente romano de Asclépio. 
- No Japão, por exemplo, três templos são famosos por seus sonhos de incubação: Ishiyama-dera, perto do Lago Biwa, Hase-dera, ao sul de Nara, e Kiyomizu-dera, em Kyōto.[1] O mestre curandeiro que aparece em sonhos de incubação é Yakushi Nyorai.

- No Islã, o istikhàra é a recitação de uma oração para obter uma resposta para um determinado problema ou para fazer a escolha certa.[2]

A incubação foi, de fato, difundida em todo o mundo e praticada em formas variadas de acordo com as culturas locais, aldeias ou urbanas: América Central, América Andina, Norte da África, Austrália, Bornéu, China, Índia, Irã, etc. 
Frequentemente usada para a cura da infertilidade, também pode ser um método de cura de outras doenças, como paralisia, cegueira, claudicação e também um meio de prever o futuro. O estudo das inscrições gravadas nas estelas dos templos permitiu mostrar a evolução das práticas de incubação. As primeiras curas milagrosas ocorridas durante o sonho seguiam-se à indicação de remédios, depois às prescrições que produziam uma cura subsequente.

## Incubação na Grécia Antiga
A incubação se praticava nas cavernas de Anfiarau e Trofônio. Depois, a partir do século V a.C., no santuário de Epidauro em Argólida, sob a égide de Asclépio, onde estelas foram encontradas, contando 43 histórias de curas de pacientes. Na incubação terapêutica, os enfermos dirigiam-se a um templo dedicado ao deus da medicina (Iatromantis) e deitavam-se sobre uma pele de animal, no Abaton, para aí dormir, após receberem as instruções dos seus sacerdotes recomendando-lhes ficarem particularmente atentos ao aspecto que teriam o rosto do deus se este lhes aparecesse em sonho. O deus poderia aparecer barbudo, ou menino, acompanhado ou não de uma de suas filhas Hígia, Panaceia ou Iaso, mas também na forma de um cachorro ou de cobra. Quando ele tocava a parte doente, esta sarava. Se o paciente não foi visitado pelo deus, ele se tornava incurável. A coincidência entre o sonho do doente e o do sacerdote era um sumptôma. O deus pode aparecer onar (ou seja, em um sonho), ou upar (em uma visão no estado de vigília). Curar a infertilidade era uma das principais tarefas da incubação. Os exemplos mais conhecidos são Andrômaca de Épiro, que foi a Epidauro e conta: "o deus levantou seu manto e tocou seu abdômen, resultando no nascimento de um filho"; mas também Andrômeda de Quios que "foi visitada pelo deus na forma de uma serpente que pousou sobre ela: ela teve cinco filhos". De acordo com Patricia Garfield, o objetivo principal da incubação era curar a infertilidade. Isso era possível por meio da união sexual, durante o sono, entre o peregrino e o deus ou deusa. Essa união sexual ocorria realmente no caso da prostituição sagrada. A psicanálise se interessou muito pela incubação e pelo antigo método interpretativo. Para Ernest Jones, incubatio era a união durante o sono entre uma pessoa e um deus ou deusa, e ele via uma conexão com o medo do incubus. O psiquiatra Carl Alfred Meier realizou um estudo simbólico da incubação nos sonhos modernos.